# حزب الإرادة الشعبية
حزب الإرادة الشعبية تأسس رسمياً في كانون الأول/ ديسمبر 2011، وتعود جذوره إلى الحزب الشيوعي السوري الذي تأسس في عام 1924 وهو من أقدم الأحزاب السياسية في سوريا. ويشكل أحد أطراف منصة موسكو للمعارضة السورية المنصوص عليها في قرار مجلس الأمن الدولي رقم 2254 لعام 2015.[بحاجة لمصدر] وبحسب مشروع برنامج الحزب الذي صدر في العام 2013، يؤكد الحزب أنه يمثل في رؤيته وبرنامجه مصلحة الطبقة العاملة وسائر الكادحين السوريين، ويناضل من أجل اعترافهم به كممثل لمصالحهم، ويرى في ذلك الاعتراف مدخله الأساسي لتحقيق دوره الوظيفي في بناء الاشتراكية في القرن الحادي والعشرين. كما يعتمد حزب الإرادة الشعبية الماركسية- اللينينية مرجعيته الفكرية.
نشأ الحزب عقب إعلان اللجنة الوطنية لوحدة الشيوعيين السوريين تحولها إلى حزب سياسي حمل تسمية «حزب الإرادة الشعبية» يسعى لمواكبة ظروف المرحلة الراهنة من دون التخلي عن المنهج الماركسي -اللينيني، ويضع بين أهدافه الإستراتيجية «استعادة دور الشيوعيين السوريين في حياة البلاد».
ووحدة الشيوعيين السوريين نواتها مجموعة (قاسيون) التي كانت جزءاً من الحزب الشيوعي السوري وهذه المجموعة كانت عبارة عن سبعة وعشرين شخصاً، أعلنت ميثاق شرف الشيوعيين ودعت الشيوعيين المتخاصمين في جميع الفصائل وخارجها للتوقيع عليه، وبالفعل وقّع ما يقارب المئتي شيوعي سوري على مشروع الميثاق وضمت بينها شخصيات شيوعية (منظمة وغير منظمة) (مُبعدة أو مبتعدة) من جميع المحافظات السورية على أساس أن الميثاق نقطة انطلاق للوصول نهائياً إلى مؤتمر لتوحيد الشيوعيين وهو ما لم يحصل حتى الآن.
تحولت المجموعة لحزب جديد ومع الأحداث الأخيرة في سورية عقدت تحالفاتها الخاصة وشكلت منصة موسكو للمعارضة السورية.